# 1965 en architecture
| Années de l'architecture : 1962 - 1963 - 1964 - 1965 - 1966 - 1967 - 1968    |
| Décennies de l'architecture : 1930 - 1940 - 1950 - 1960 - 1970 - 1980 - 1990 |

Cet article présente les faits marquants de l'année 1965 en architecture.

## Réalisations
- 28 octobre : inauguration du Jefferson National Expansion Memorial à Saint-Louis dans le Missouri, sur les plans établis par Eero Saarinen, mort avant le début des travaux.

## Événements
- Démolition de la maison du Peuple à Bruxelles, construite entre 1896 et 1898 par Victor Horta.
- Début de la construction du Sanctuaire du Livre dans l'enceinte du musée d'Israël à Jérusalem. L'un des principaux architectes, Frederick Kiesler, décède cette même année.
- Adoption du Schéma directeur d'aménagement et d'urbanisme de la région de Paris (SDAURP) qui décide de la création de villes nouvelles en région parisienne.

## Récompenses
- Prix de Rome : Jean-Pierre Poncabare.

## Naissances
- Nathalie de Vries, membre fondateur de MVRDV.

## Décès
- 10 mai : Karl Burman, architecte estonien (° 5 mai 1882).
- 27 août : Le Corbusier, architecte et urbaniste suisse naturalisé français (° 6 octobre 1887).
- 27 décembre : Frederick Kiesler, architecte austro-américain (° 22 septembre 1890).